# 丘奇科沃农村居民点
丘奇科沃农村居民点（俄语：Сельское поселение Чучковское）是俄罗斯联邦沃洛格达州索科尔区所属的一个农村居民点。其下辖有61个居民点，行政中心为丘奇科沃。据2015年统计，该农村居民点的人口为687人。